# Túlélés-analízis
A valószínűségszámítás elméletében és a statisztika területén a túlélés-analízis az a részterület, mely biológiai organizmusok és műszaki rendszerek élettartamával foglalkozik.
A túlélés analízist a mérnöki tudományokban megbízhatósági elméletnek vagy megbízhatósági analízisnek, megbízhatósági modellezésnek hívják.
A közgazdaságban és a szociológiában időtartam/futamidő analízisnek is hívják.
A túlélés analízis egy esemény bekövetkezésének időpontját vizsgálja. Ez az esemény gyakran valamilyen állapot vagy folyamat végét vagy valaminek a meghibásodását jelenti. Általában egy – és nem több – esemény bekövetkezése az analízis tárgya.
Az úgynevezett számolási folyamat elméletben több koncepció is ismert, mely rugalmasságot ad az analízisnek azzal, hogy lehetővé tesz több egyidejű vagy sorrendi esemény vizsgálatát. Ilyen modellben a szignifikáns esemény nem vet véget az életútnak, vagy a vizsgált tárgynak; például ilyen eset, amikor egy ember többször is börtönbe kerül, vagy egy visszaeső alkoholista, vagy aki többször is elválik és újra házasodik.
A túlélés analízis, és ehhez kapcsolódó számolási folyamat elmélet nem csak emberekkel kapcsolatos eseményekre vonatkozik, hanem elektronikus, mechanikus rendszerekre, készülékekre is.
Például a túlélés analízis megpróbál választ adni a következőkre is: a népesség mekkora része ér meg egy kort; az e kor fölött levők milyen arányban halnak meg vagy betegednek meg egy adott időn belül, milyen mértékben okoznak halált vagy meghibásodást többszörös okok. Hogyan befolyásolják partikuláris körülmények a túlélést, úgy embereknél, mint műszaki eszközöknél.
Ahhoz, hogy az ilyen kérdésekre válaszolni lehessen, az élettartam fogalmának (vagy általánosan: az esemény bekövetkezésének) pontos definíciójára van szükség.
Biológiai vizsgálatoknál pl. a halál kellőképpen egyértelmű végállapot, mechanikai vizsgálatoknál azonban sokféle hiba fordulhat elő: a hiba lehet olyan, hogy csak egy bizonyos mértékig befolyásolja az eszköz működést és attól az még nem válik teljesen működésképtelenné vagy használhatatlanná; de lehet olyan is, amitől az eszköz már használhatatlan.
Biológiai rendszereknél is lehet többféle “meghibásodás”, például egy szívroham, melyből szerencsés esetben teljesen fel lehet épülni, de nem szerencsés esetben végzetes lehet.
Az itt tárgyalt elmélet jól definiált eseményeket feltételez. Ha az események nem ilyenek, akkor más elméletek alkalmazandók. A feltételezett események egyszer fordulnak elő. Amikor egyes események többször is előfordulhatnak, azt a rendszermegbízhatósági vizsgálatok során lehet értékelni.
Ez a szócikk elsődlegesen a biológiai túlélés elemzésével foglalkozik, de ez csak az egyszerűbb tárgyalás miatt van. A mechanikai hibásodásra érvényes ekvivalens formulákat megkaphatjuk, ha behelyettesítjük a hibákat a halál helyére.

## A túlélés függvény
A túlélés függvényt S-sel jelöljük:
{\displaystyle S(t)=\Pr(T>t)}
ahol t időtartam, T egy valószínűségi változó, mely a halálig eltelt időt jelöli, Pr pedig a valószínűség. Ez azt jelenti, hogy a túlélés függvény annak a valószínűségét mutatja, hogy a halál t koron túl következik be.
A túlélés függvényt nevezik a túlélő függvényének vagy a túlélhetőség függvényének is, mechanikai túlélési problémák tárgyalásánál ez a megbízhatósági függvény. Ez utóbbi esetben a megbízhatósági függvény jele: R(t).
Rendszerint feltételezzük, hogy S(0) = 1, de egyébként lehet 1-nél kisebb is, pl. ha előfordulhat azonnali halál vagy meghibásodás.
A túlélés függvény monoton csökkenő, azaz: S(u) ≤ S(t) ha u > t. Ez a tulajdonság az S(t) = 1 – F(t) definícióból következik, mivel az eloszlásfüggvény monoton növekvő. Ez azt jelenti, hogy a túlélés idősebb évekre csak akkor lehetséges, ha a korábbi – fiatal – éveket túléltük.
A túlélés függvény t növekedtével zéróhoz konvergál, azaz: S(t) → 0 as t → ∞.
Például a túlélés analízist alkalmazhatjuk a szén izotópokra is. Az instabil izotópok előbb vagy utóbb elbomlanak, de a stabil izotópok határozatlan ideig tartanak.

## Időtartam eloszlás és esemény sűrűség
A kapcsolódó mennyiségek a túlélés függvényében határozhatók meg. Az időtartam eloszlás függvény, konvencionálisan F, a túlélés függvény komplementereként határozható meg:
{\displaystyle F(t)=\Pr(T\leq t)=1-S(t)}
és az F deriváltja, mely az időtartam eloszlás valószínűségsűrűsége (f):
{\displaystyle f(t)=F'(t)={\frac {d}{dt}}F(t).}
Az f függvényt néha esemény sűrűségnek is hívják, ez a haláleset vagy a hiba esetek időegységre eső rátája.
A túlélés függvényt gyakran eloszlás- és sűrűség függvényben kifejezve adják meg.
{\displaystyle S(t)=\Pr(T>t)=\int _{t}^{\infty }f(u)\,du=1-F(t).}
Hasonlóképpen, a túlélési esemény függvény meghatározható:
{\displaystyle s(t)=S'(t)={\frac {d}{dt}}S(t)={\frac {d}{dt}}\int _{t}^{\infty }f(u)\,du={\frac {d}{dt}}[1-F(t)]=-f(t).}

## Hazárd függvény és a kumulatív hazárd függvény
A hazárd függvény, konvencionálisan {\displaystyle \lambda }, t időben az események aránya, feltéve ha túlélés t-ig, vagy tovább tart (azaz, T ≥ t),
{\displaystyle \lambda (t)\,dt=\Pr(t\leq T<t+dt\,|\,T\geq t)={\frac {f(t)\,dt}{S(t)}}=-{\frac {S'(t)\,dt}{S(t)}}.}
A “halálozási erő” szinonimája a hazárd függvénynek, mely fogalmat különösen a demográfiában és a biztosítási matematikai tudományban használják, és {\displaystyle \mu }.-vel jelölik.
A hazárd ráta/arány egy másik használatos szinonima.
A hazárd függvény nem lehet negatív ( λ(t) ≥ 0), és az integrálja a {\displaystyle [0,\infty ]} tartományban végtelen kell hogy legyen, máskülönben semmi korlátozás sincs, azaz lehet csökkenő, növekvő, monoton vagy szakaszos.
Egy példa a fürdőkádgörbe hazárd függvény, mely nagy, kis t értékeknél, csökken egy bizonyos minimumig, majd újra nő. Ez modellezheti néhány mechanikus rendszer tulajdonságát a meghibásodás folyamatát tekintve az egész életúton át.
A hazárd függvényt a kumulatív hazárd függvény kifejezéseivel is lehet megjeleníteni (ez konvencionálisan {\displaystyle \Lambda }).
{\displaystyle \,\Lambda (t)=-\log S(t)}
ebből:
{\displaystyle \,S(t)=\exp(-\Lambda (t))}
vagy differenciálással:
{\displaystyle {\frac {d}{dt}}\Lambda (t)=-{\frac {S'(t)}{S(t)}}=\lambda (t).}
A „kumulatív hazárd függvény” származtatható:
{\displaystyle \Lambda (t)=\int _{0}^{t}\lambda (u)\,du}
mely a hazárdok ‘akkumulációja’ a teljes időn keresztül
A {\displaystyle \Lambda (t)} definíciójából látható, hogy az határok nélkül nő, ahogy t tart a végtelenhez (feltéve, hogy S(t) pedig tart a zéróhoz).
Ez azt jelenti, hogy a {\displaystyle \Lambda (t)} nem nőhet túl gyorsan, mivel, definíció szerint, a kumulatív hazárdnak divergálnia kell.
Például {\displaystyle \exp(-t)} nem bármely túlélés eloszlás hazárd függvénye, mert ennek integrálja az 1-hez konvergál.

## A túlélés eloszlásból levezethető mennyiségek
Egy adott {\displaystyle t_{0}} időpontban a jövőbeli élettartam, az az idő, mely a halál idejéig tart.
Így ez, a jelen jelölésekkel: {\displaystyle T-t_{0}}.
A várható jövőbeli élettartam a jövőbeli élettartam várható értéke. A halál beálltának a valószínűsége {\displaystyle t+t_{0}} időben vagy előtte, adott {\displaystyle t_{0}} túlélés idővel:
{\displaystyle P(T\leq t_{0}+t|T>t_{0})={\frac {P(t_{0}<T\leq t_{0}+t)}{P(T>t_{0})}}={\frac {F(t_{0}+t)-F(t_{0})}{S(t_{0})}}.}
Ezért a jövőbeli élettartam valószínűség sűrűsége:
{\displaystyle {\frac {d}{dt}}{\frac {F(t_{0}+t)-F(t_{0})}{S(t_{0})}}={\frac {f(t_{0}+t)}{S(t_{0})}}}
és a várható jövőbeli élettartam:
{\displaystyle {\frac {1}{S(t_{0})}}\int _{0}^{\infty }t\,f(t+t_{0})\,dt={\frac {1}{S(t_{0})}}\int _{t_{0}}^{\infty }S(t)\,dt,}
Ahol a második kifejezés az integrál átalakításából származik.
Megbízhatósági problémáknál a várható élettartamot a meghibásodásig eltelő átlagos időnek hívják és a várható jövőbeli élettartamot az átlagos megmaradó élettartamnak hívják.
Egy egyén túlélésének valószínűsége egy t ideig vagy tovább: S(t),
A túlélők várható száma t időben (korban) egy kezdő n újszülött népességből: n × S(t), feltéve, hogy minden egyénnek hasonló a túlélés függvénye.
Így a túlélők várható aránya S(t).
Ha a különböző egyének túlélése független egymástól, a túlélők száma t időben egy binomiális eloszlású lesz, n és S(t) paraméterekkel, és a túlélők szórásnégyzete: S(t) × (1-S(t))/n
Az az idő (kor), amikor a túlélők egy része megmarad, a következő egyenlet megoldásából adódik: S(t) = q for t, ahol q a kérdéses kvantilis.
Tipikusan érdekes lehet a medián élettartam (élettartam középérték), q = ½-nél, vagy más kvantiliseknél, mint q = 0,90 vagy q = 0,99.
Lehet még komplexebb következtetéseket is levonni a túlélés eloszlásból.
Mechanikai megbízhatósági problémáknál, a költség-orientált megfontolások sokat jelentenek, melyek a javításokkal és a cserékkel kapcsolatosak. Ez vezet a felújítási elmélethez és a öregedés és tartósság megbízhatósági elmélethez.

## Cenzorálás
Az cenzorálás a hiányzó adatok problémája, mely eléggé általános a túlélés analízisben.
Ideális esetben a születés és a halál ideje ismert.
Ha csak az ismert, hogy a halál mi után következett be, akkor jobbra-cenzorálásról beszélünk.
Jobbra-cenzorálás fordul elő akkor is, amikor a születési időt ismerjük, de az egyén még él, és elveszítjük a követését, amikor a vizsgálat befejeződik.
Ha az élettartam kevesebb, mint egy bizonyos időtartam, akkor az élettartam balra-cenzorált.
Előfordulhat, hogy az élettartam kisebb a határértéknél, de nem figyelték meg; ezt csonkításnak nevezik.
A csonkítás különbözik a balra-cenzorálástól, mivel egy balra-cenzorált dátumnál tudjuk, hogy az alany létezik, de egy csonkított dátum esetén, nem tudjuk. A csonkítás eléggé általános, alanyokat egyáltalán nem követik, csak ha elérnek egy bizonyos kort.
Vannak csoportok, ahol az iskola előtti élettartam ismeretlen. A balra-cenzorált adatok általánosak a biztosítási területen, ahol életbiztosítással és nyugdíjjal foglalkoznak.
Általában jobbra-cenzorált adatokkal találkozunk.
Balra-cenzorált adatokkal találkozhatunk, ha az egyén túlélési ideje nem teljesen ismert, a bal oldali követési hiányosságok miatt.
Például, követhetünk egy pácienst attól az időtől, amikor egy fertőzési teszt pozitív eredményt mutatott ki, de nem tudhatjuk meg a fertőzés valódi idejét.

## Paraméterek illesztése az adatokhoz
Jó közelítés, amikor a túlélési modelleket, rendes regressziós modellnek tekintjük, ahol a válasz-változó az idő.
Azonban a valószínűség függvény számítása komplikált a cenzorálással. A túlélés modell valószínűség függvénye cenzorált adat esetén a következőképpen határozható meg.
Definíció szerint a valószínűség függvény a modell paraméterei által kapott adatok feltételes valószínűsége. Az kötelező, hogy feltételezzük,hogy a paraméterekből származó adatok függetlenek. Így a valószínűség függvény minden egyes dátum valószínűségének a szorzata.
Kényelmes az adatok particionálása négy kategóriába: cenzorálatlan, balra-cenzorált, jobbra-cenzorált és szakaszosan cenzorált.
Ezeket az alábbi egyenletekben a következőképpen jelöljük: „unc.”, „l.c.”, „r.c.”, and „i.c.”
{\displaystyle L(\theta )=\prod _{T_{i}\in unc.}\Pr(T=T_{i}|\theta )\prod _{i\in l.c.}\Pr(T<T_{i}|\theta )\prod _{i\in r.c.}\Pr(T>T_{i}|\theta )\prod _{i\in i.c.}\Pr(T_{i,l}<T<T_{i,r}|\theta ).}
Cenzorálatlan esetben, ahol {\displaystyle T_{i}} egyenlő a halál idejével:
{\displaystyle \Pr(T=T_{i}|\theta )=f(T_{i}|\theta ).}
Balra-cenzorált esetben, ahol a halál ideje kisebb mint {\displaystyle T_{i}}
{\displaystyle \Pr(T<T_{i}|\theta )=F(T_{i}|\theta )=1-S(T_{i}|\theta ).}
Jobbra-cenzorált esetben, ahol a halál ideje nagyobb mint {\displaystyle T_{i}}:
{\displaystyle \Pr(T>T_{i}|\theta )=1-F(T_{i}|\theta )=S(T_{i}|\theta ).}
Szakaszosan cenzorált esetben, ahol a halál ideje kisebb mint {\displaystyle T_{i,r}} és nagyobb, mint {\displaystyle T_{i,l}},:
{\displaystyle \Pr(T_{i,l}<T<T_{i,r}|\theta )=S(T_{i,l}|\theta )-S(T_{i,r}|\theta ).}

## Nem parametrikus megközelítés
Nelson–Aalen esztimátor alkalmazásával lehet nem parametrikus esetben megbecsülni a kumulatív hazard ráta függvényt.

## Túlélés analízisnél használatos eloszlások
- Weibull-eloszlás
- Exponenciális eloszlás
- Exponenciális logaritmikus eloszlás